# Golestan-e-Honar
Golestan-e-Honar (persisch گلستان هنر Golestan-e-Honar, [golɛstɑn ɛ honæɾ]) ist ein Buch, geschrieben von Ahmad Monschi Ghomi. Es ist eine der wenigen Quellen, die wertvolle Informationen über Kalligrafen, Maler und die Geschichte der Buchherstellung von der späten Timuridenära bis zur Mitte der Safawidenära in Persien geben. Das Buch gibt Informationen aus erster Hand über einige Künstler und Kunstmäzene, mit denen der Autor und seine Familienmitglieder Kontakt hatten. Das Buch wurde 1598 in der Safawidenära geschrieben. 1607 wurde eine andere Ausgabe des Buches mit einigen Streichungen und Hinzufügungen zu der früheren Ausgabe veröffentlicht. Golestan-e-Honar stellt die Künstler vor, die der Autor persönlich kannte oder über die er durch andere vertraute Personen etwas wusste. Deshalb ist das Buch eine der Hauptquellen zu Studium und Forschung über die Kunst und Künstler in der Safawidenära. Der Autor benutzte Gedichte der bekannten Lyriker in allen Abschnitten des Buches.
Golestan-e-Honar hat fünf Teile:
- Teil eins: Über die Thuluth-Schrift und ihren Ursprung sowie Biografie von 58 Thuluth-Meistern
- Teil zwei: Über die Taliq-Kalligrafie und Biografie von 38 Taliq-Meistern
- Teil drei: Über die Nastaʿlīq-Kalligrafen und Biografie von 67 Nastaʿlīq-Meistern
- Teil vier: Die Biografie von 41 Malermeistern
- Letzter Teil: Über Tabelle, Bilderhandschrift, Farben, Tintenherstellung sowie andere Bibliotheksutensilien und das Lapislazuliwaschen